# 마르키즈 제도의 기
마르키즈 제도의 기는 프랑스령 폴리네시아의 마르키즈 제도에서 사용되는 기이다. 그러나 프랑스 정부는 공식적으로 인정하지 않았다.

## 역사
마르키즈 제도의 기는 1978년 12월 30일 모투 하카 협회에 의해 공개되었다. 마르키즈 제도의 깃발은 1998년 11월 30일 지방 정부에 의해 공식적으로 채택되었다. 마르키즈 제도의 깃발은 1980년 12월 14일 누쿠히바 공항의 개항식에서 처음 게양된 이후 수년간 비공식적으로 사용되었다.
흰 정삼각형 안에 들어있는 마타리키 문양은 수년에 수정되었다. 가장 최근에는 2017년 마르케사스 섬의 타투 아티스트인 테이키 후케나가 문양을 수정했다.

2017년까지 사용되었던 마르키즈 제도의 기

## 형태
마르키즈 제도의 기는 위쪽은 노란색, 아래쪽은 빨간색으로 이루어진 두 개의 가로줄로 나뉘며, 계양대 부분에는 흰색 정삼각형이 있다. 노란색은 젊음과 기쁨을, 빨간색은 족장의 신성함을 나타내며 흰색은 사제의 신성함을 상징한다.
흰색 정삼각형 안에는 마타리키라고 불리는 문양이 있는데, 이는 폴리네시아 신화에 등장하는 최초의 인간이자 조각과 문신의 선구자를 상징한다.

## 그 외의 기

### 프랑스의 국기
프랑스는 오직 프랑스의 국기만을 공식기로 인정하고 있다.

### 프랑스령 폴리네시아의 기
마르키즈 제도는 프랑스령 폴리네시아에 속해있으며, 프랑스령 폴리네시아의 기를 혼용하기도 한다.

### 누쿠히바 왕국의 국기
1835년 6월 1일, 프랑스의 남작 샤를 드 티에리는 자신을 마르케사스 제도에서 가장 큰 섬인 누쿠히바섬의 왕으로 선포했다. 이 왕국은 공적 승인을 받지 못했고, 티에리는 곧 누쿠히바섬을 떠났다. 이후 티에리의 주장과 관련된 국기 디자인이 등장했으나 진위 여부에 대해서는 불확실하다.

프랑스의 국기
프랑스령 폴리네시아의 기
누쿠히바 왕국의 추정 국기